# Metaclisis borealis
Metaclisis borealis är en stekelart som beskrevs av Lubomir Masner 1981. Metaclisis borealis ingår i släktet Metaclisis och familjen gallmyggesteklar. Inga underarter finns listade i Catalogue of Life.